# Église Saint-Pierre d'Angoulins
L'église Saint-Pierre est une église située à Angoulins, dans le département français de la Charente-Maritime en région Nouvelle-Aquitaine.

## Historique
L'église est classée au titre des monuments historiques par arrêté de 1908.

## Galerie

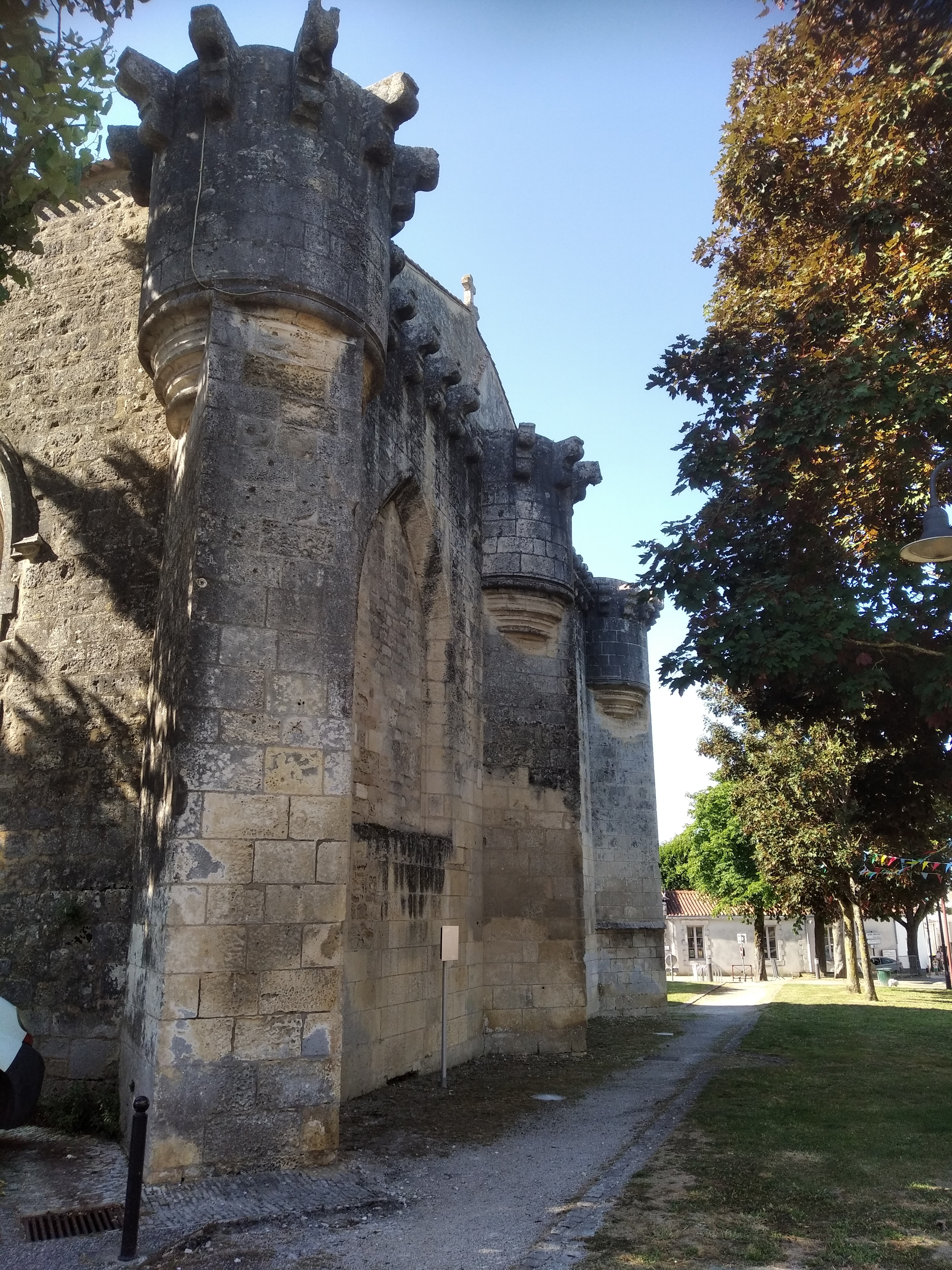
Façade Est